# Nicorvo
Nicorvo är en ort och kommun i provinsen Pavia i regionen Lombardiet i Italien. Kommunen hade 294 invånare (2018).